# Paul McCrane
Paul David McCrane (Philadelphia, 19 januari 1961) is een Amerikaans acteur en incidenteel regisseur.
McCrane was al enkele jaren in het theater actief, en had enkele bijrollen in films op zijn naam staan (onder andere in Rocky II), toen hij gecast werd voor de film Fame als Montgomery MacNeil. Hierdoor raakte zijn carrière in een stroomversnelling, en McCrane speelde inmiddels meer dan 20 rollen in films en televisieseries. Zijn grootste bekendheid heeft McCrane te danken aan de rol van Dr. Robert "Rocket" Romano, de volstrekt taktloze en onbehouwen arts uit de televisieserie ER.
McCrane regisseerde enkele afleveringen van ER.

## Filmografie
- 24 (2006, 2007) - Graham Bauer
- A Year and a Day (2004) - Therapist
- Last Mistake (2000) - Jimmy
- ER - Dr. Robert Romano
- The Shawshank Redemption (1994) - Guard Trout
- Strapped (1993) - Mitch Corman
- The Portrait (1993) - Bartel
- RoboCop (1987) - Emil Antonowsky
- The Hotel New Hampshire (1984) - Frank Berry
- Fame (1980) - Montgomery MacNeil
- Rocky II (1979) - patiënt
- The Blob (1988) - agent